# Villalpardo
Villalpardo é um município da Espanha na província de Cuenca, comunidade autónoma de Castilla-La Mancha, de área 31,56 km² com população de 1141 habitantes (2004) e densidade populacional de 36,15 hab/km².

## Demografia
| Variação demográfica do município entre 1991 e 2004 | Variação demográfica do município entre 1991 e 2004 | Variação demográfica do município entre 1991 e 2004 | Variação demográfica do município entre 1991 e 2004 |
| --------------------------------------------------- | --------------------------------------------------- | --------------------------------------------------- | --------------------------------------------------- |
| 1991                                                | 1996                                                | 2001                                                | 2004                                                |
| 1132                                                | 1123                                                | 1127                                                | 1141                                                |